# Liste der Kreisstraßen im Landkreis Regensburg
Die Liste der Kreisstraßen im Landkreis Regensburg ist eine Auflistung der Kreisstraßen im bayerischen Landkreis Regensburg mit deren Verlauf. 

## Abkürzungen
- CHA: Kreisstraße im Landkreis Cham
- KEH: Kreisstraße im Landkreis Kelheim
- LA: Kreisstraße im Landkreis Landshut
- NM: Kreisstraße im Landkreis Neumarkt in der Oberpfalz
- R: Kreisstraße im Landkreis Regensburg
- Rs: Kreisstraße in Regensburg
- SAD: Kreisstraße im Landkreis Schwandorf
- SR: Kreisstraße im Landkreis Straubing-Bogen
- St: Staatsstraße in Bayern.

## Liste
Nicht vorhandene bzw. nicht nachgewiesene Kreisstraßen werden in Kursivdruck gekennzeichnet, ebenso Straßen und Straßenabschnitte, die unabhängig vom Grund (Herabstufung zu einer Gemeindestraße oder Höherstufung) keine Kreisstraßen mehr sind.
Der Straßenverlauf wird in der Regel von Nord nach Süd und von West nach Ost angegeben.
| Nr. R | Verlauf |
| ----- | --- |
| R 1   | /St 2144 – Unterdeggenbach – Zaitzkofen – R 40 – St 2146 in Pfakofen |
| R 2   | St 2111 in Moosham – Langenerling – R 10 – Triftlfing – St 2146 in Aufhausen |
| R 3   | R 30 in Köfering – R 12 – Thalmassing – R 10 – Landkreisgrenze – (KEH 12 im Landkreis Kelheim) |
| R 4   | (Rs 4 in Regensburg) – Landkreisgrenze – Pentling – / – Hohengebraching – R 20 – Seedorf – St 2143 |
| R 5   | – Rosenhof – Mintraching – St 2329 – Herzogmühle – St 2111 |
| R 6   | (Rs 6 in Regensburg) – Landkreisgrenze – Gonnersdorf – Irlbach – Wenzenbach – Bernhardswald – Dingstetten – Wolferszwing – St 2650                                                                      |
| R 7   | St 2146 – Oberachdorf – Wörth an der Donau – St 2125 – St 2146 – Weihern – Landkreisgrenze – (SR 46 im Landkreis Straubing-Bogen)                                                                       |
| R 8   | – Mötzing – St 2146 in Sünching |
| R 9   | St 2146 in Riekofen – St 2111 – Taimering – Hellkofen – Petzkofen – St 2146 in Aufhausen |
| R 10  | R 3 in Thalmassing – R 35 – Hagelstadt – R 2 in Langenerling |
| R 11  | St 2041/St 2394 in Beratzhausen – Kollersried – Hemau – St 2233 – R 16 – R 27 – |
| R 12  | – Egglfing – Gebelkofen – R 30 – R 3 |
| R 13  | /St 2235 – Hinterzhof – Bergstetten – Pettenhof – Schaggenhofen – Endfeld – Polzhausen – Waldetzenberg – St 2394 – Deuerling – Landkreisgrenze – (KEH 16 im Landkreis Kelheim)                          |
| R 14  | R 31 – Undorf – St 2394 – Eichhofen – Thumhausen – Haugenried – Landkreisgrenze – (Landkreis Kelheim)                                                                                                   |
| R 15  | St 2235 in Kallmünz – R 38 – R 22 – Schwaighausen – Kaulhausen – R 32 – Hainsacker – R 26 – Harreshof – Einhausen – Oppersdorf – Lappersdorf – Kareth – R 18                                            |
| R 16  | R 11 in Hemau – Landkreisgrenze –(KEH 13 im Landkreis Kelheim) |
| R 17  | – Haag – Wollmannsdorf – Schafbruckmühle – St 2394 – Endorf – St 2235 |
| R 18  | R 22 – St 2149 – Eitlbrunn – R 21 – Holz – Ziegelhütte – Stettwies – R 26 – Lorenzen – Pleimühle – Lappersdorf – Kareth – R 15 – Landkreisgrenze – (Rs 18 in Regensburg)                                |
| R 19  | (Rs 4 in Regensburg) – Landkreisgrenze – Scharmassing – R 20 in Oberhinkofen |
| R 20  | R 4 – Nußhof – Höhenhof – R 19 – Oberhinkofen – Piesenkofen – Obertraubling – /St 2111 |
| R 21  | R 18 in Eitlbrunn – Kühthal – Regenstauf – St 2150 |
| R 22  | R 39 – Wildthal – R 15 – Trischlberg – St 2149 – Bubach am Forst – Schönleiten – R 18 – Kürnberg – Landkreisgrenze – (SAD 5 im Landkreis Schwandorf)                                                    |
| R 23  | St 2145 in Barbing – Friesheim – Illkofen – Eltheim – Irlbruck – |
| R 24  | St 2145/St 2153 – Innenlehen – Himmelmühle – Himmelthal – Hechthof – Hechtfeld – R 42 |
| R 25  | St 2149 in Kleinramspau – Karlstein – Kirchberg – Dannersdorf – St 2150 – Mauth – Wolfersdorf – Pettenreuth – R 33 – Hauzendorf – /St 2650 – St 2650 – R 6 – Refthal – Landsgrub – Altenthann – St 2145 |
| R 26  | R 15 – Hainsacker – R 18 |
| R 27  | (NM 13 im Landkreis Neumarkt in der Oberpfalz) – Landkreisgrenze – Mungenhofen – St 2394 – Pellndorf – R 28 – R 11 – in Hemau                                                                           |
| R 28  | (NM 28 im Landkreis Neumarkt in der Oberpfalz) – Landkreisgrenze – Waltenhofen – Thonlohe – R 27 |
| R 29  | (NM 35 im Landkreis Neumarkt in der Oberpfalz) – Landkreisgrenze – Mausheim – St 2394 in Beratzhausen                                                                                                   |
| R 30  | St 2143 – Hänghof – Wolkering – Gebelkofen – R 12 – Kumpfmühle – R 1 – /St 2329 in Köfering |
| R 31  | – R 14 – Nittendorf – St 2394 in Schönhofen |
| R 32  | St 2165/St 2235 – Pielenhofen – Dettenhofen – R 39 – Rohrdorf – Kaulhausen – R 15 |
| R 33  | St 2150 in Seibersdorf – R 25 in Pettenreuth R 25 |
| R 34  | (NM 34 im Landkreis Neumarkt in der Oberpfalz) – Landkreisgrenze – Oberpfraundorf – St 2041 in Unterpfraundorf                                                                                          |
| R 35  | R 10 – Untersanding – Obersanding – Oberlaichling – Unterlaichling – Schierling – St 2144 – R 45 – Allersdorf – Birnbach – R 47 – Oberbirnbach – Landkreisgrenze – (LA 43 im Landkreis Landshut)        |
| R 36  | St 2165 – Eich – Landkreisgrenze – (SAD 7 im Landkreis Schwandorf) |
| R 37  | (KEH 25 im Landkreis Kelheim) – Landkreisgrenze – Adlstein – Viehhausen – R 51 – St 2394 in Alling |
| R 38  | (SAD 6 im Landkreis Schwandorf) – Landkreisgrenze – Holzheim am Forst – St 2149 – R 15 |
| R 39  | St 2165/St 2235 – R 22 – Wolfsegg – R 32 – Rohrdorf – Schwetzendorf – Haselhof – Reifenthal – Kneiting –                                                                                                |
| R 40  | R 1 – R 43 – R 46 – Inkofen – Landkreisgrenze – (SR 50 im Landkreis Straubing-Bogen) |
| R 41  | St 2145/St 2153 – Brennberg – R 42 – Fahndorf – Fahnmühle – Zumhof – Landkreisgrenze – (CHA 21 im Landkreis Cham)                                                                                       |
| R 42  | R 41 in Brennberg – Loidsberg – R 24 – Frauenzell – Wiesent – St 2125/St 2146 |
| R 43  | R 40 – Landkreisgrenze – (SR 61 im Landkreis Straubing-Bogen) |
| R 44  | St 2125 in Hofdorf – Zinzendorf – Hof – Landkreisgrenze – (SR 28 im Landkreis Straubing-Bogen) |
| R 45  | – R 35 – Buchhausen – Landkreisgrenze – (SR 60 im Landkreis Straubing-Bogen) |
| R 46  | St 2146 in Pfakofen – Inkofen – R 40 – Landkreisgrenze – (SR 59 im Landkreis Straubing-Bogen) |
| R 47  | R 35 in Birnbach – Landkreisgrenze – (SR 58 im Landkreis Straubing-Bogen) |
| R 48  | (KEH 26 im Landkreis Kelheim) – Landkreisgrenze – /St 2144 |
| R 51  | R 37 – Saxberg – Bergmatting – Landkreisgrenze – (KEH 15 im Landkreis Kelheim) |

## Quelle
OpenStreetMap: Landkreis Regensburg – Landkreis Regensburg im OpenStreetMap-Wiki